# NGC 5853
NGC 5853 é uma galáxia espiral barrada (SBb) localizada na direcção da constelação de Boötes. Possui uma declinação de +39° 31' 22" e uma ascensão recta de 15 horas, 05 minutos e 53,2 segundos.
A galáxia NGC 5853 foi descoberta em 19 de Maio de 1881 por Édouard Jean-Marie Stephan.